# Labotniške Alpe
Labotniške Alpe (nemško Lavanttaler Alpen) so gorstvo v severnih apneniških Alpah na ozemlju avstrijskih dežel Koroške in Štajerske, z majhnim jugovzhodnim delom pa segajo tudi na ozemlje Slovenije. Sestavlja ga več gorskih skupin z značilnimi planotastimi vršnimi deli, v spodnjem delu pretežno poraščenimi s smrekovimi gozdovi, ki se dvigajo nad Labotsko dolino na Koroškem oziroma dolino reke Labotnice (nemško Lavant), po kateri so dobile ime, med rekami Dravo in Muro. Najvišji vrh celotnega gorstva je 2.396 m visoki Zirbitzkogel. V vznožju gora se nahaja politično in gospodarsko središče Štajerske ter drugo največje avstrijsko mesto Gradec.
Gorstvo se deli na več skupin:
- Gleinalpe (Lenzmoarkogel, 1991 m)
- Golica /Koralpe (Grosser Speikkogel, 2140 m)
  - Kozjak (Kapunar 1052 m),
- Packalpe (Ameringkogel, 2187 m)
  - Stubalpe,
- Seetalske Alpe (Zirbitzkogel, 2396 m),
- Svinja/Svinška planina/Saualpe (Ladinger Spitze, 2079 m).

Sosednja gorstva so na severu Nizke Ture, Ennstalske Alpe (Ennstaler Alpen) in skupina Hochschwab, na vzhodu hribovje vzhodno od Mure, na jugu Pohorje in Karavanke, na zahodu pa Krške Alpe (Gurktaler Alpen). 